# Montecrestese
Montecrestese là một đô thị ở tỉnh Verbano-Cusio-Ossola trong vùng Piedmont, có cự ly khoảng 140 km về phía đông bắc của Torino và khoảng 35 km về phía tây bắc của Verbania, ở biên giới với Thụy Sĩ. Tại thời điểm ngày 31 tháng 12 năm 2004, đô thị này có dân số 1.197 người và diện tích là 86,4 km².
Montecrestese giáp các đô thị: Campo (Vallemaggia) (Thụy Sĩ), Crevoladossola, Crodo, Masera, Premia, Santa Maria Maggiore.